# San Francisco del Río
San Francisco del Río är en ort i Mexiko, tillhörande kommunen Ixtlahuaca i den västra delen av delstaten Mexiko. Orten hade 856 invånare vid folkräkningen 2010.